# Eduard von Adriani
Eduard Maximilian Adriani, seit 1913 von Adriani, (* 24. November 1856 in Iserlohn; † 19. Oktober 1922 in Hannover) war ein preußischer General der Infanterie.

## Leben

### Herkunft
Eduard war der Sohn des Fabrikbesitzers Ewald Adriani (1815–1898) und dessen Ehefrau Helene, geborene Milchsack (1828–1905).

### Militärkarriere
Nach dem Besuch des Kadettenkorps wurde Adriani am 15. April 1875 als charakterisierter Portepeefähnrich dem 6. Rheinischen Infanterie-Regiment Nr. 68 der Preußischen Armee überwiesen. Bis Mitte Oktober 1876 avancierte er zum Sekondeleutnant und war von Mitte August 1880 bis Mitte April 1886 Adjutant des I. Bataillons. Mitte Februar 1887 zum Premierleutnant befördert, wurde er zum 1. März 1887 als Hilfslehrer an die Militär-Schieß-Schule in Spandau kommandiert und einen Monat später unter Belassung in diesem Kommando in das Hohenzollernsche Füsilier-Regiment Nr. 40 versetzt. Nach Verwendungen als Assistent und Adjutant erfolgte unter Beförderung zum Hauptmann am 22. August 1891 seine Kommandierung zur Unteroffizierschule in Weißenfels. Mit der Ernennung zum Kompaniechef trat er am 14. Juli 1895 in den Truppendienst zurück, wurde als Major Mitte September 1898 dem Infanterie-Regiment Nr. 174 in Metz aggregiert und am 22. Mai 1900 als Kommandeur des I. Bataillons in das Grenadier-Regiment „König Friedrich I.“ (4. Ostpreußisches) Nr. 5 nach Danzig versetzt. Adriani kam am 24. April 1904 als zweiter Stabsoffizier erneut an die Infanterie-Schießschule und rückte Ende April 1905 zum Oberstleutnant auf. Am 7. Januar 1908 beauftragte man ihn zunächst mit der Führung des 5. Westpreußischen Infanterie-Regiments Nr. 148, bevor er am 27. Januar 1908 unter Beförderung zum Oberst zum Kommandeur dieses Verbandes ernannt wurde. Daran schloss sich ab dem 13. September 1911 eine Verwendung als Generalmajor und Kommandeur der 85. Infanterie-Brigade in Straßburg an.
Aus Anlass des 25-jährigen Regierungsjubiläums erhob Wilhelm II. Adriani am 6. Juni 1913 in Berlin in den erblichen preußischen Adelsstand. In Genehmigung seines Abschiedsgesuches wurde er am 22. April 1914 unter Verleihung des Charakters als Generalleutnant mit der gesetzlichen Pension zur Disposition gestellt. Anlässlich seiner Verabschiedung würdigte ihn der sächsische König Friedrich August III. mit dem Komturkreuz I. Klasse des Albrechts-Ordens.
Während des Ersten Weltkriegs wurde er als z.D.-Offizier wiederverwendet. Adriani war zunächst Inspekteur der Kriegsgefangenenlager im Bereich des XI. Armee-Korps. Am 24. September 1915 übernahm er die 172. Infanterie-Brigade an der Ostfront. Für sein Wirken während der Kämpfe an der Beresina erhielt er Mitte März 1916 das Eiserne Kreuz I. Klasse. Mit der Verleihung des Patents zu seinem Dienstgrad wurde Adriani am 19. September 1916 Kommandeur der ebenfalls an der Ostfront eingesetzten 93. Infanterie-Division und war ab dem 20. November 1916 Kommandeur der 11. Landwehr-Division. In dieser Eigenschaft erhielt Adriani im September 1917 für die Abwehrschlacht bei Krewo den Stern zum Roten Adlerorden II. Klasse mit Eichenlaub und Schwertern. Am 22. September 1918 wurde seine Mobilmachungsbestimmung aufgehoben und ihm nachträglich am 19. Oktober 1920 der Charakter als General der Infanterie verliehen.

### Familie
In Blankenburg (Harz) hatte er 1899 die aus Magdeburg gebürtige Elsbeth Schack (* 1877) geheiratet. Mit ihr lebte er nach dem Ersten Weltkrieg in Kassel und starb 1922 in Hannover. Aus der Ehe gingen die beiden Söhne Günter (* 1900) und Manfred (1902–1944) sowie zwei Töchter hervor.